# Éric Bellot des Minières
Pour les articles homonymes, voir Bellot des Minières.
Éric Bellot des Minières, né le 5 avril 1964 à Poitiers (Vienne), est un militaire français. Général d'armée, il est inspecteur général des armées du 31 octobre 2020 au 31 juillet 2023.

## Biographie

### Famille
Éric Marie Jacques Bellot des Minières naît le 5 avril 1964 d'une famille d'ancienne bourgeoisie du Poitou. 

### Formation
Après des classes préparatoires au Prytanée national militaire, Éric Bellot des Minières est diplômé en 1987 de l'École spéciale militaire de Saint-Cyr (promotion Général-Monclar). Il intègre l'École nationale supérieure de techniques avancées (Ensta) à Paris en 1997 dont il obtient le diplôme d'ingénieur en 1999, spécialité « Recherche opérationnelle ».

### Postes occupés
Il rejoint en 1988 le 2e régiment étranger de parachutistes à Calvi, où il sert jusqu'en 1995, après avoir commandé la 3e compagnie. C'est lors de ce premier passage au 2e REP qu'il participait à l'opération Épervier (1988-1989) et Guépard (1990) au Tchad, à l'opération Noroît (1991-1992) au Rwanda, à l'opération Godoria (1991) et l'opération Iskoutir (1992 et 1993) à Djibouti, Somalie (1992-1993), et aux EFAO (1995) en République Centrafricaine. De 1995 à 1996, il est à l'École d'état-major à Compiègne, avant d'être instructeur et chef du cours « Tactique et emploi des armes » à l’École d’application des transmissions à Laval. Après des études à l'ENSTA (1997-199) puis à l'École de guerre (1999-2000), il repart au 2e REP à Calvi, où il prendra la fonction de chef du bureau opérations et instruction (BOI) de 2000 à 2002. Il participe durant cette période à l'opération Trident au Kosovo, de 2000 à 2001. De 2002 à 2006, il sert à l'État-major de l’armée de Terre en tant qu'officier de synthèse « Combat débarqué » au Bureau système d'armes. De 2006 à 2008, il est affecté au cabinet du ministre de la Défense, d'abord en tant qu'adjoint de la cellule Terre/théâtre national-DOM-TOM, puis adjoint de la cellule préparation de l’avenir.
De 2008 à 2010, il est chef de corps du 2e REP à Calvi. Durant cette période, il commande le Battle Group Altor engagé du 13 janvier au 14 juillet 2010 dans le cadre de l'opération Pamir. Lors de cette opération son régiment est cité à l'ordre de l'armée de la croix de la Valeur militaire. De 2010 à 2011, il est auditeur au Centre des hautes études militaires (CHEM) et à l'Institut des hautes études de Défense nationale (IHEDN). De 2011 à 2014, il est affecté à l'EMA en tant qu'officier de cohérence opérationnelle (OCO). Le décret du 4 juin 2014 le nomme commandant de la 1re brigade mécanisée à partir du 1er août 2014. Du 17 juin 2014 au 29 mars 2015, il commande l'opération Sangaris en République centrafricaine, où il avait relevé le général Francisco Soriano,,. Du 1er août 2015 au 31 juillet 2017, il commande la 11e brigade parachutiste. Il est nommé caporal d'honneur des troupes de marine lors du rassemblement national de Bazeilles le 31 août 2016. Par décret  du 24 janvier 2018, il est nommé adjoint au sous-chef d'état-major Plans de l'état-major des armées. Il est ensuite nommé sous-chef d'état-major Plans le 1er septembre 2018.
Elevé aux rang et appellation de général d'armée, il est nommé en conseil des ministres inspecteur général des armées du 31 octobre 2020 au 31 juillet 2023.

### Faits militaires
En 2010, il évoque la guerre en Afghanistan : « Le premier devoir du légionnaire est de remplir la mission. […] La mission a été un succès. […] Le bilan humain est de trois tués et 19 blessés, dont 12 au feu. […] Nous honorons leur mort plus que nous la pleurons. C'est le code du légionnaire. ». Son supérieur, le général Maurin le qualifie d'« homme de contact et d'amitiés » et au sujet de la campagne en Afghanistan dit de lui: « Le bilan est particulièrement élogieux. Le colonel Bellot des Minières a montré une parfaite compréhension des enjeux d'une guerre contre l'insurrection. Il a, à l'évidence, imposé sa marque opérationnelle au régiment. ».

## Publications
- « La force physique au service de la victoire », in revue Inflexions, 2012/1 (n°19), p. 45-51, [lire en ligne]

## Grades et distinctions

### Grades
Colonel, il est nommé le 4 juin 2014 au grade de général de brigade, le 1er août 2017 au grade de général de division. Le 11 juillet 2018, il est élevé aux rang et appellation de général de corps d'armée et le 21 octobre 2020, nommé inspecteur général des armées et élevé aux rang et appellations de général d'armée à compter du 31 octobre suivant.

### Décorations
|                                          |                                                                    | Croix de la valeur militaire, palme de bronze, clou de vermeil, clou de bronze |
| Croix du Combattant (1930 France) ribbon | Médaille d'Outre-Mer (Coloniale) ribbon                            | Médaille de la Défense Nationale Or ribbon                                     |
|                                          | Médaille de Reconnaissance de la Nation (d'Afrique du Nord) ribbon | Médaille commémorative Française ribbon                                        |
|                                          | NATO Medal w Służbie Pokoju i Wolności BAR                         | NATO Medal ISAF ribbon bar                                                     |
|                                          | CSDP Medal EUFOR RCA ribbon bar                                    | Ordre de la reconnaissance centrafricaine - commandeur                         |

- Commandeur de l'ordre national de la Légion d'honneur en 2018[19] (officier en 2011[20], chevalier en 2002[21]).
- Grand officier de l'ordre national du Mérite en 2023[22] (officier en 2006[23]).
- Croix de la Valeur militaire avec 3 citations, dont une à l'ordre de l'armée
- Croix du combattant
- Médaille d'Outre-Mer
- Médaille de la Défense nationale (échelon d'or)
- Médaille d’honneur pour acte de courage et de dévouement (échelon d'or)
- Médaille de Reconnaissance de la Nation (agrafe opérations extérieures)
- Médaille commémorative française (deux agrafes)
- Médaille de la protection militaire du territoire
- Médaille de l'OTAN pour le Kosovo
- Médaille de l'OTAN Non-Article 5 pour l'ISAF (Afghanistan)
- US Army Commendation Medal
- Médaille du service de la Politique européenne de sécurité et de défense, EUFOR RCA
- Commandeur de l'ordre de la reconnaissance centrafricaine
- Croix de la Valeur Militaire Centrafricaine avec une citation à l'ordre de l'armée